# Ilmala
Ilmala – stacja kolejowa w Helsinkach, w prowincji Finlandia Południowa, w Finlandii. Znajduje się tu 1 peron. Położona jest około 4 km na północ od Helsinek Centralnych. Ze stacji codziennie korzysta około 2 600 osób.